# 宋忠 (三国)
宋忠（2世纪？—219年），一名衷，字仲子，南陽郡章陵縣（今属湖北省枣阳市）人。東漢末年儒家學者、注釋家，曾在荊州刺史劉表的麾下。

## 生平
東漢末年，接受了荊州刺史劉表的邀請，以教師的身份在學校教學。尹默、王肅、李譔、潘濬都曾拜他為師。受劉表之命，与綦毋闓一起編撰《五經章句》。
不久，208年，劉表去世，劉琮對曹操表明了投降，他代表繼承人劉琮向曹操上降表。劉琮一直沒告訴劉備這件事。後來劉備得知，派使者質問此事，劉琮命宋忠把這個意思傳達給劉備。劉備感到吃驚發怒，亮出刀對宋忠說：「現在殺死你容易，不過，殺死像你這樣的長輩，只會讓我留下恥辱。」就將他給轟走。
宋忠後仕魏，同時，向依靠當時統治益州的劉璋、之後仍有往來的蜀郡太守王商寫信推薦了許靖。
之後其子因與魏諷一同謀反被查覺，他因而受到牽連被處死。
其主要的作品有《五經章句》、注《世本》四卷（《隋書·經籍志二》、《舊唐書·經籍志上》、《新唐書·藝文志二》）、注揚雄《法言》十卷（《新唐書·藝文志三》，《隋書》作十三卷）、注揚子《太玄經》九卷（一作十卷）、注《周易》十卷（《舊唐書·經籍志上》），皆已經失傳。

## 小說中的宋忠
在《三國演義》中，成為了向曹操投降的使者，在回荊州時，偶然遇到關羽，硬被拉到劉備那裡。聽見此事情的張飛大喊“事已如此，可先斩宋忠，随起兵渡江，夺了襄阳，杀了蔡氏、刘琮，然后与曹操交战”，被劉備所責備。不過，雖然刀沒亮出，但是劉備對宋忠所說的話，大體上和史書相同。
另一方面，橫山光輝的漫畫《三國志》，劉備並不像史書、《演義》一樣激動的表現，而是冷靜沉著勸解張飛等人，對宋忠也不苛責而將他釋放。

## 评价
- 曹丕：“宋忠无石子先识之明，老罹此祸。”
- 虞翻：“若乃北海郑玄，南阳宋忠，虽各立注，忠小差玄而皆未得其门，难以示世。”